# Rakitnik
Rakitnik este o localitate din comuna Postojna, Slovenia, cu o populație de 159 de locuitori.